# ピンネシリ温泉
ピンネシリ温泉（ピンネシリおんせん）は、北海道枝幸郡中頓別町敏音知に作られた温泉施設である。

## 泉質
- ナトリウム・マグネシウム－炭酸水素塩・塩化物泉（中性低張性冷鉱泉）（旧泉質名：含塩土類 - 重曹泉）
  - 源泉温度 4.8 ℃、pH 7.0

## 温泉地
1989年に廃止された天北線の経路の敏音知駅付近に当たる。温泉法の温泉の規定を満たすような地下水を求めて掘削した結果、冷鉱泉が得られたため、それを加温して浴用に供する温泉施設が作られた。一軒宿の「ピンネシリ温泉ホテル望岳荘」が有り、日帰り入浴も扱っている。また、この場所は敏音知岳の南西麓に当たり、比較的近い場所に、ピンネシリオートキャンプ場も有る。

## 歴史
- 1985年 - 地元住民が中心となり掘削した結果、有望な源泉を発見。
- 1987年 - 第三セクター方式の運営会社「中頓別観光開発」設立。
- 1989年 - 開湯。
- 1992年 - 宿泊施設「ピンネシリ温泉ホテル望岳荘」開業。

## アクセス

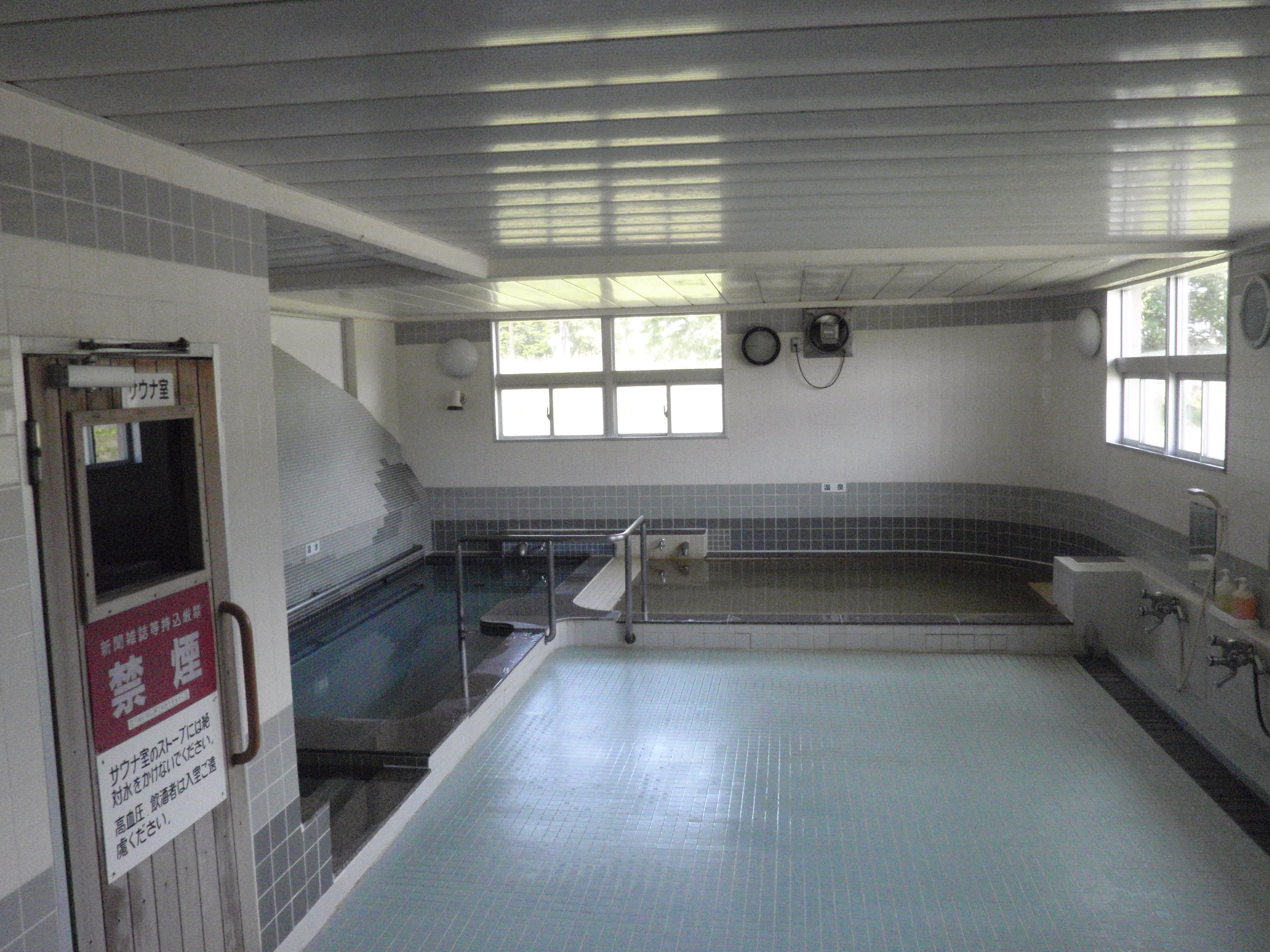
正面が温泉湯の浴槽、左が真湯の浴槽。手前の扉はサウナである。

- 鉄道 - 宗谷本線の音威子府駅で下車し、乗合タクシー（要予約）で約50分。
- 自動車 - 国道275号沿いの道の駅ピンネシリの向かい。